# Кудка (Псковская область)
Кудка — деревня в Опочецком районе Псковской области России. Входит в состав Пригородной волости Опочецкого района.
Расположена на правом берегу реки Кудка (правый приток Великой), в 11 км к востоку от города Опочка.
Численность населения по состоянию на 2000 год составляла 6 человек, на 2012 год — 3 человека.

## Топографические карты
- Лист карты O-35-XXIX Опочка. Масштаб: 1 : 200 000. Состояние местности на 1985 год. Издание 1987 г.